# Terrible (Schiff, 1740)
Die Terrible war ein 74-Kanonen-Linienschiff (Zweidecker) 2. Ranges der französischen Marine (1740–1747) und später britischen Marine (1747–1763).

## Geschichte

### Entwicklungsgeschichte und Bau
Die spätere Terrible wurde von dem Marinearchitekten François Coulomb dem Jüngeren entworfen und unter seiner Bauaufsicht im November 1736 im Marinearsenal von Toulon auf Kiel gelegt. Der Stapellauf erfolgte am 19. Dezember 1739 und die Indienststellung 1740.
Das bereits vor seinem Stapellauf am 16. April 1737 getaufte Schiff stellte eine Modifikation des bisherigen Konzepts der französischen 74-Kanonen-Schiffes dar. Hierbei wurde der Rumpf verlängert und die beiden Batteriedecks erhielten jeweils ein zusätzliches Paar an Kanonen, womit nominell ein 78-Kanonen-Schiff entstanden war. Aber bereits 1744 wurden die vier auf dem Poopdeck befindlichen kleinen Kanonen entfernt, da sie sich als ineffektiv erwiesen hatten. Diese Waffenkonfiguration bildete für die nächsten 50 Jahre mit einem Gewicht der Breitseite von 410 kg den Standard für alle französischen 74-Kanonen-Schiffe. Sie hatte damit ein deutlich höheres Geschossgewicht als zeitgleiche 70-Kanonen- aber auch 90-Kanonen-Schiffe (Dreidecker, 2. Ranges) der britischen Marine.

### Einsatzgeschichte
Während des Österreichischen Erbfolgekrieges (1740–1748) war die Terrible als Flaggschiff von Claude-Élisée de Court de La Bruyère im Februar 1744 an der Seeschlacht bei Toulon beteiligt. Des Weiteren kaperte sie im Oktober 1746 das britische Linienschiff Severn (50 Kanonen) im Ärmelkanal und nahm im Oktober 1747 an der Zweiten Seeschlacht am Kap Finisterre teil. In dieser Seeschlacht besiegte eine britische Flotte (14 Linienschiffe und 3 Fregatten) ein zur Sicherung eines Geleitzuges eingesetztes französisches Geschwader (8 Linienschiffe und 1 Fregatte), wobei 6 französische Linienschiffe – einschließlich der Terrible – und weitere Schiffe erbeutet wurden.
Nach Einbringung nach Portsmouth wurde das Schiff von britischen Stellen vermessen und im September 1748 von der Marine gekauft. Anschließend folgten Reparaturen und es wurde ausgerüstet, sodass das Schiff 1753 für die Royal Navy in Dienst gestellt werden konnte. Bis Mai 1755 versah es Wachdienst in Portsmouth, als sie zur Verstärkung der Flotte von Vizeadmiral Edward Boscawen entsandt wurde. Anschließend folgte ab April 1756 ein Einsatz in der Flotte von Vizeadmiral Edward Hawke und später im Jahr wiederum für Boscawens Flotte. Im April 1757 verlegte sie nach Nordamerika und war 1758 bei der Belagerung von Louisbourg auf der Kap-Breton-Insel beteiligt. Sie nahm 1759 an der Einnahme von Québec teil. Danach kehrte sie nach Großbritannien zurück und wurde am 1. April 1760 erneut vermessen. Am 31. Dezember 1762 erging ein Befehl der Admiralität, der ihren Abbruch anordnete, der in Chatham bis zum 16. Februar 1763 abgeschlossen wurde.

## Technische Beschreibung
Die Terrible war als Batterieschiff mit zwei durchgehenden Geschützdecks konzipiert und hatte eine Länge von 50,65 Metern (Geschützdeck), eine Breite von 14,4 Metern und einen Tiefgang von 6,82 Metern. Sie war ein Rahsegler mit drei Masten (Fockmast, Großmast und Kreuzmast). Der Rumpf schloss im Heckbereich mit einem Heckspiegel, in den Galerien integriert waren, die in die seitlich angebrachten Seitengalerien mündeten. Die Besatzung hatte im Frieden eine Stärke von 556 und im Krieg von 629 Mann (6 Offiziere und 550 bzw. 620 Unteroffiziere bzw. Mannschaften). Die Bewaffnung bestand bei Indienststellung aus 78 Kanonen, die sich in Anzahl und Kaliber aber im Laufe ihrer Dienstzeit änderte.
|               | Unteres Batteriedeck | Oberes Batteriedeck | Backdeck      | Achterdeck     | Poopdeck      | Kanonen (Geschossgewicht) |
| ------------- | -------------------- | ------------------- | ------------- | -------------- | ------------- | ------------------------- |
| Design        | 28 × 36-Pfünder      | 30 × 18-Pfünder     | 6 × 8-Pfünder | 10 × 8-Pfünder | 4 × 4-Pfünder | 78 Kanonen (414,117 kg)   |
| 1744 (franz.) | 28 × 36-Pfünder      | 30 × 18-Pfünder     | 6 × 8-Pfünder | 10 × 8-Pfünder | –             | 74 Kanonen (410,201 kg)   |
| 1753 (brit.)  | 28 × 32-Pfünder      | 30 × 18-Pfünder     | 6 × 9-Pfünder | 10 × 9-Pfünder | –             | 74 Kanonen (358,265 kg)   |

## Bemerkungen
1. ↑  Die französische Einteilung in Rangklassen wich von der britischen ab. Zum Zeitpunkt der Indienststellung der Terrible waren französische Schiffe Zweiten Ranges Zweidecker mit 74 Kanonen.